# فیلدبروک (کالیفرنیا)
فیلدبروک (به انگلیسی: Fieldbrook) یک منطقهٔ مسکونی در ایالات متحده آمریکا است که در شهرستان هامبولت، کالیفرنیا واقع شده‌است. فیلدبروک ۲۷٫۱۲۱ کیلومتر مربع مساحت و ۸۵۹ نفر جمعیت دارد و ۶۲ متر بالاتر از سطح دریا واقع شده‌است.